# Pavoraja alleni
Pavoraja alleni es una especie de pez de la familia de los Rajidae en el orden de los Rajiformes.

## Morfología
Los machos pueden llegar a alcanzar los 35 cm de longitud total

## Reproducción
Es ovíparo y las hembras ponen huevos envueltos en una cápsula córnea.

## Hábitat
Es un pez de mar y de Clima tropical (15 ° S-32 ° S) que vive entre 304–458 m de profundidad.

## Distribución geográfica
Se encuentra en el Océano Índico oriental: es un endemismo de Australia.

## Observaciones
Es inofensivo para los humanos.